# Fred Tackett

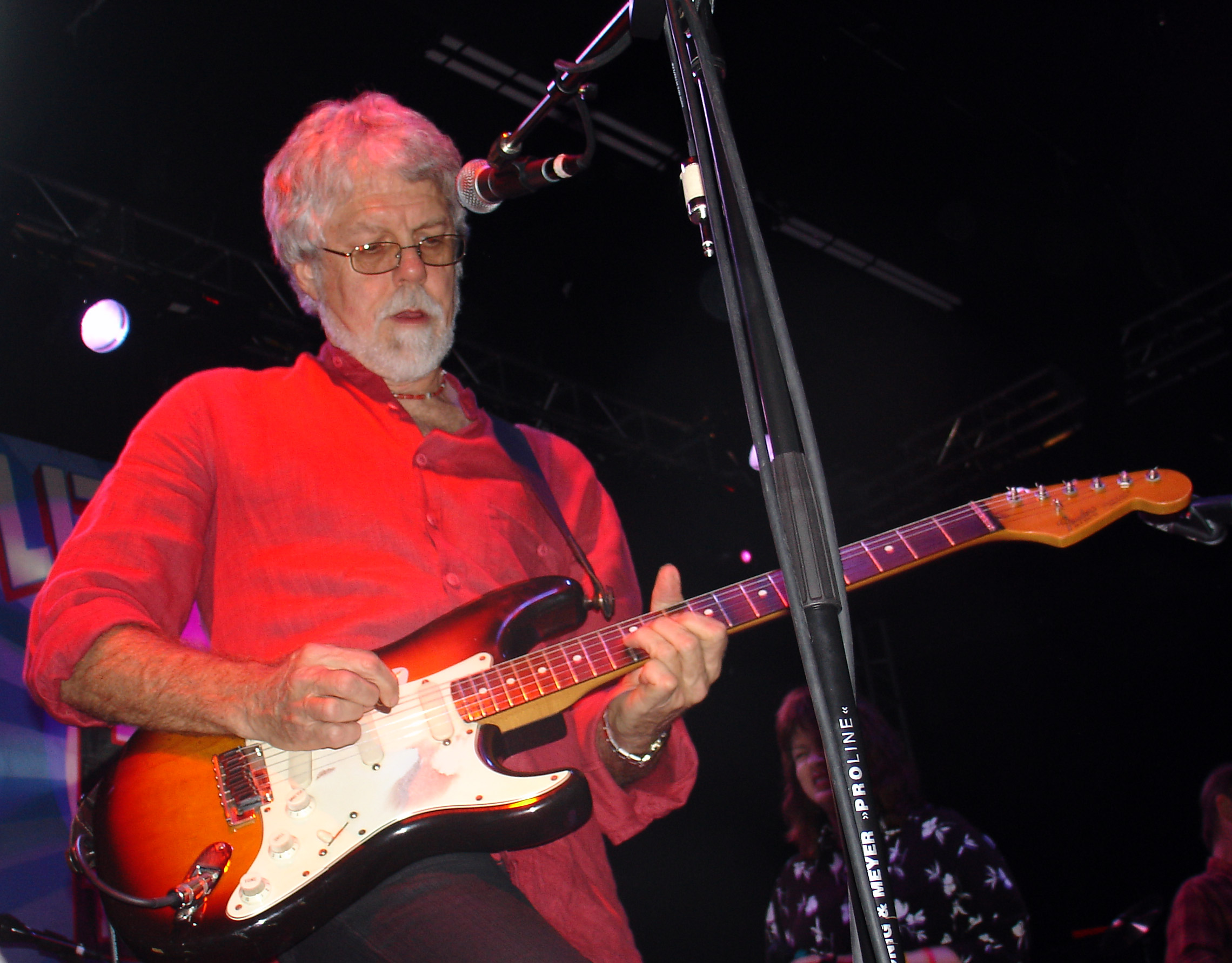
Fred Tackett in 2007

Fred Tackett, (Little Rock, 30 augustus 1945) is een Amerikaans multi-instrumentalist en componist. Tackett begon als studiomuzikant (dat wil zeggen zonder band), maar raakte zo betrokken bij Little Feat dat hij er op een gegeven moment lid van was. De laatste jaren speelt hij ook met Paul Barrere in Paul and Fred. Tackett speelt gitaar, mandoline en trompet.

## Biografie
Zijn kennismaking met de muziek kwam door dat laatstgenoemde muziekinstrument. In zijn familie zaten meer trompettisten en Tackett bezocht daardoor nogal van bigbandconcerten, waaronder sommigen in Birdland. Na zijn “bigbandperiode” deed rock-'n-roll zijn intrede in de gedaante van Bill Haley & His Comets, even later gevolgd door Jerry Lee Lewis. De (nog steeds) trompettist verzon daar een drumstel bij uit karton en begon daarop te drummen. Elvis Presley Johnny Cash en Little Richard kwamen zijn leven binnen en Tackett begon interesse te vertonen voor de gitaar. De eerste stappen in de muziek werden gezet als lid van het schoolbandje The Ramblers, die voornamelijk surfmuziek speelde. In zijn volgende ensemble de Henry Shed Quartet kreeg hij te maken met de apartheid, die toen nog heerste in de staat Arkansas. Blanken en Afro-Amerikanen mochten destijds zich niet in dezelfde ruimte bevinden, indien er ook alcohol werd geschonken. Het kwartet bestond echter uit 2 blanken en 2 Afro-Amerikanen, dus dat gaf problemen, in die mate, dat Tackett daarvoor ooit is aangehouden. Voor hem kwam zijn overgang naar de Universiteit van Texas (East State University) in Commerce net op tijd. Muzieklocaties in Arkansas werden ingewisseld voor muzieklocaties in Dallas. Lang zou hij er niet blijven, want zijn volgende plaats was Oklahoma City, waar hij met een saxofonist een club opende waar gasten maar ook zijzelf optraden. Vanuit daar vertrok hij naar Hawaï en daarna Hollywood. Hij werd op sleeptouw genomen door Jimmy Webb in de band The Waterproof Candle. Daarin leverde hij als “leerling” van Webb ook zijn eerste composities af.

### Little Feat
In die tijd leerde hij zijn vrouw Patricia Staunton kennen, die hem voorstelde aan een zekere sitarbespeler, die ooit les had gehad van Ravi Shankar; de bespeler was Lowell George. Samen met George speelde hij op hun derde album Dixie chicken en het zesde Time love a hero, daarna ook Down on the farm.
Webb vroeg Tackett ook te spelen in zijn geluidsstudio waar hij kennismaakte met meer musici waaronder Richard Harris en Glen Gambell. Tackett ging vervolgens meespelen op albums van Little Feat en ook het soloalbum van Lowell George Thanks I’ll eat it here. Als ze samen op tournee zijn, komt Lowell George te overlijden. Daarnaa ging Tackett spelen bij Bob Dylan (tour behorende bij Slow Train Coming). Daarna ging hij spelen bij Bob Seeger en komt dan vervolgens in aanraking met Bill Payne (wederom van Little Feat).
In 1988 trad Tackett dan definitief toe tot Little Feat, collegae waren Paul Barrere, Richie Hayward, Bill Payne, Kenny Gradney, Sam Clayton en Craig Fuller. Fuller werd in 1993 vervangen door zangeres Shaun Murphy, die tot 2009 bleef. In 2011 is Tackett nog steeds lid van Little Feat.

### Paul and Fred

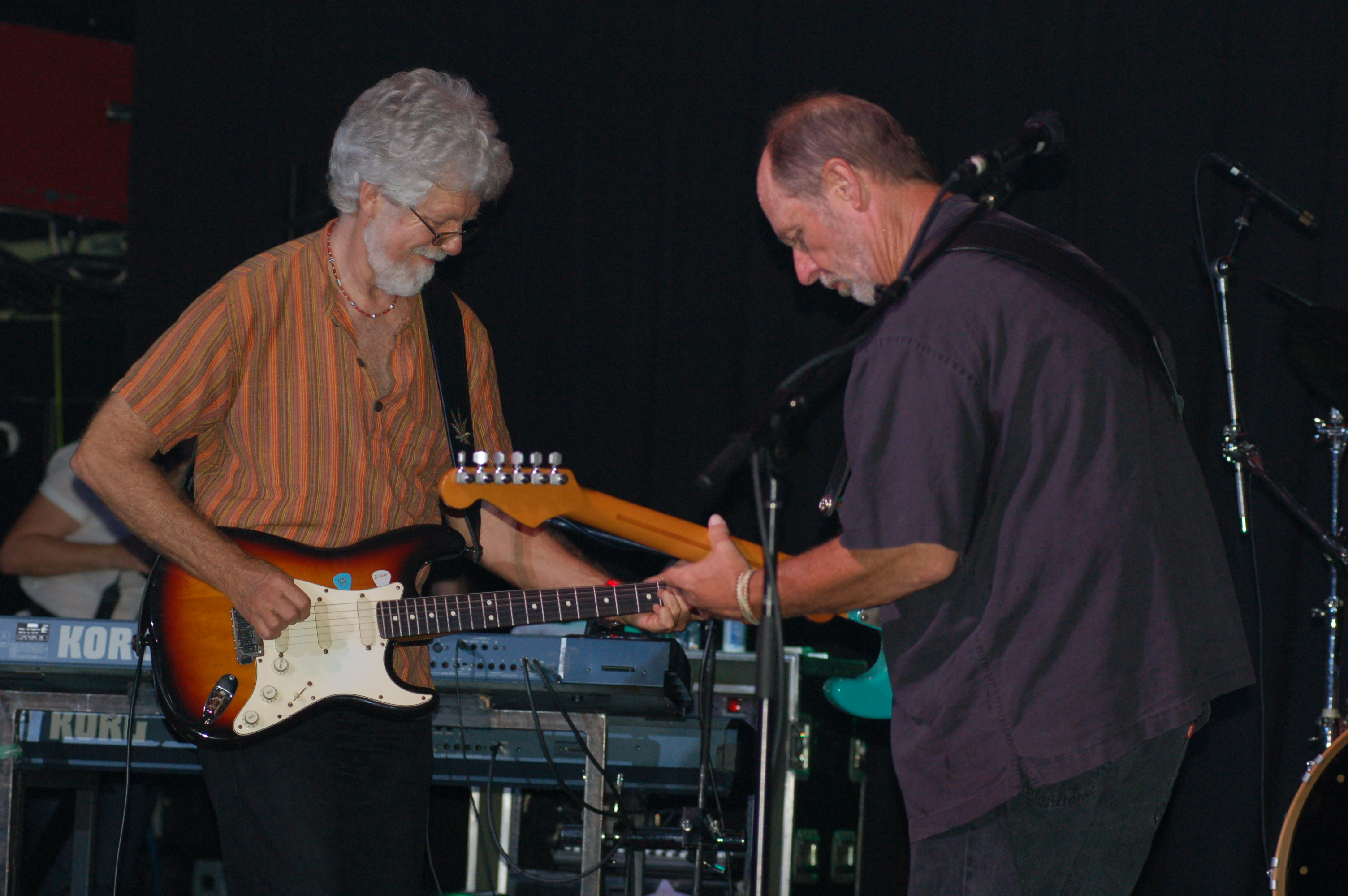
Paul & Fred

Naast Little Feat  speelt Tackett samen met Paul Barrere in Paul & Fred, dat gezelschap bracht ook albums uit.

## Discografie

### Met Little Feat
- Dixie chicken 1973
- Time loves a hero 1977
- Down on the farm 1979

### In Little Feat
- Let it roll 1988
- Representing the mambo 1990
- Shake me up 1991
- Ain't had enough fun 1995
- Under the Radar 1998
- Chinese work songs 2000
- Kickin' it at the barn 2003

### Little Feat livealbums
- Live from Neon Park 1996
- Live at the Rams Head 2002
- Down upon the Suwannee River 2003
- Highwire Act Live in St. Louis 2003 2004
- Barnstormin' Live 2005
- Rocky Mountain Jam 2007

### Paul and Fred
- Live from North Cafe 2001
- Sights and Sounds DVD 2005
- Live in the UK 2008 2009

### Solo
- In a Town Like This 2003
- Silver Strings 2010

### Met anderen
Hij speelde op albums van The Allman Brothers, Greg Allman, Rory Block, Jackson Browne, Glen Campbell, Eric Carmen, Valerie Carter, Judy Collins, Rita Coolidge, Bob Dylan, Lowell George, Vince Gill, Rickie Lee Jones, Nicolette Larson, Juice Newton, Aaron Neville, Van Dyke Parks, Bonnie Raitt, Lionel Richie, Leo Sayer, Carly Simon, Boz Scaggs (Silk degrees), Rod Stewart (Altlantic Crossing), Harry Nilsson, Bob Seger, Ringo Starr, Tom Waits, The Wallflowers Jimmy Webb en Gary Wright (Headin' home).